# Ciągnik zrywkowy
Ciągnik zrywkowy – w leśnictwie: specjalistyczna maszyna do zrywki drewna.
Rozróżnia się ciągniki do nasiębiernej zrywki drewna krótkiego: forwardery i ciągniki do półpodwieszonej i podwieszanej zrywki dłużyc: skidery i klembanki.